# Timur Shah Durrani
Timur Shāh Abdālī Durrānī (Pashto: تېمور شاه دراني o Dari: اتیمور شاہ درانی, noto anche come Timur Shah Abdali o Taimur Shah Abdali; Mashhad, dicembre 1746 – Char Bagh, 20 maggio 1793) è stato padishah dell'Impero Durrani dal 1772 al 1793.
Di etnia pashtun, era figlio del padishah Ahmad Shah Durrani. Timur Shah divenne governatore di diverse città del Punjab per conto dell'Impero Durrani durante il regno del padre, ma venne spesso costretto a ricorrere alla forza per poter reggere quelle aree, in particolare per l'opposizione mossagli dai sikh che lo sconfissero in battaglia. Il regno di Timur Shah iniziò alla morte di suo padre, Ahmad Shah Durrani, nel 1772. Il primo con cui dovette lottare fu suo fratello, Humayun Mirza, desideroso di ottenere il potere per sé. Timur Shah inoltre spostò la capitale dell'Impero da Kandahar a Kabul, ponendo ancora più al centro delle proprie attenzioni il territorio che oggi costituisce il moderno Afghanistan, del quale appunto Kabul è la capitale. Come il padre, anche Timur Shah utilizzò la città di Peshawar come propria capitale invernale.
Timur Shah condusse diverse campagne militari contro i suoi nemici che tentavano di far declinare il suo potere, in particolare nella regione del Punjab. Entrò in conflitto anche con l'emiro di Bukhara. Dopo la sua morte, suo figlio Zaman Shah Durrani gli succedette al trono, con un nuovo periodo di crisi per l'impero.

## Biografia

### I primi anni (1746-1772)
Timur Shah nacque nel dicembre del 1746, a Mashhad. Suo padre, Ahmad Shah Durrani, era all'epoca attendente personale dello scià Nadir Shah di Persia. A seguito dell'assassino di Nadir Shah nel 1747, Timur Shah si trasferì a Kandahar col padre, il quale iniziò a consolidare il proprio potere personale, costituendo poi l'Impero Durrani. Timur Shah sposò la figlia dell'imperatore moghul Alamgir II nel 1757, col fine di consolidare ulteriormente quel crescente potere.
Ricevette la città di Sirhind come dono di nozze ed il titolo di governatore locale, ottenendo poi il titolo di viceré del Punjab, del Kashmir e del distretto di Sirhind nel 1757 (ad appena 9 anni), dal maggio del 1757 sino all'aprile del 1758. Ahmad Shah Durrani nominò Toryal Khan Afridi, suo primogenito, al comando del proprio esercito ed incaricò il suo più fidato generale, Awalmir Khan Afridi, di insegnare a Timur a cavalcare e a tirare di spada. Toryal Khan Afridi ebbe inoltre la tutela di Timur.
Questo preparò Timur Shah alla sua successione al trono dei Durrani.
Crescendo, Timur combatté i sikh e l'impero maratha nelle battaglie di Amritsar, Lahore, Peshawar e altre. Però la sua carriera come generale non diede i frutti sperati, subendo diverse sconfitte, in particolare per la sua mancanza di esperienza e per il gran numero di nemici che si trovò di fronte. Quando venne sconfitto, dovette ripiegare in Afghanistan, sotto la protezione di suo padre, passando a governare di Herat, dal momento che il dominio sul Punjab fu sempre piuttosto limitato.

### La morte di Ahmad Shah e la battaglia con Humayun (1772)

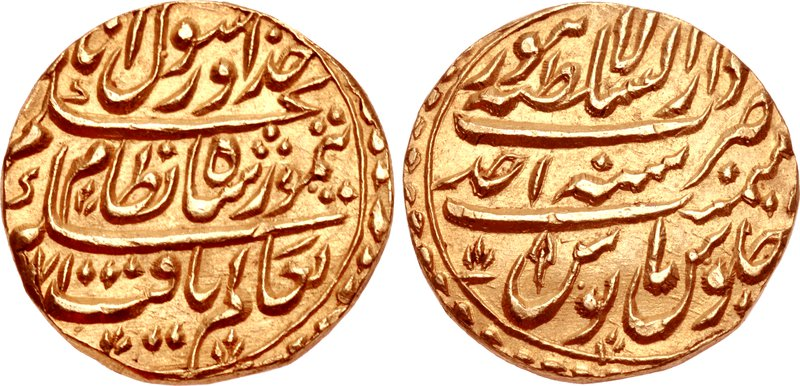
Moneta di Timur Shah Durrani come Nizam del Punjab, coniata a Lahore, datata 1757/8

Nel 1772, alcuni mesi prima della sua morte, Ahmad Shah aveva convocato Timur Shah da Herat e lo aveva dichiarato pubblicamente suo erede al trono. Ahmad Shah aveva preso questa decisione senza consultare il consiglio delle tribù del suo popolo, che invece gli preferiva il primogenito di Ahmad e fratello maggiore di Timur, Sulaiman, governatore di Kandahar. Shah Wali Khan, il visir di Ahmad Shah, e Sardar Jahan Khan furono figure importanti che supportarono la fazione di Sulaiman. La corte tentò di spingere Ahmad Shah a riconsiderare la sua decisione, ma il sovrano ignorò le richieste e troncò la discussione dicendo: "Timur Shah è infinitamente più capace di governare rispetto a suo fratello", accusando Sulaiman di essere un "violento senza clemenza". La decisione di Ahmad Shah, secondo alcuni, venne anche influenzata dalle sue condizioni mentali che non erano all'epoca particolarmente stabili a causa della sua malattia.
Già prima della morte di Ahmad Shah, la guerra tra i due fratelli e le loro rispettive fazioni appariva inevitabile. Il piano di Timur però venne bloccato inizialmente dalla presenza di una rivolta scoppiata tra gli azeri sunniti, probabilmente istigata da suo fratello. Timur schiacciò la rivolta velocemente e il capo, Darwish Khan, venne imprigionato, ma riuscì poi a fuggire. Timur Shah lo inseguì sino ad Herat, offrendogli il perdono reale, ma poi Timur Shah ne ordinò l'esecuzione e la sostituzione con suo nipote, Muhammad Khan.
Shah Wali Khan e Sardar Jahan Khan mantennero segreta la morte del sovrano con l'intento di rubare quanto più possibile del tesoro reale e marciare verso Kandahar. Shah Wali Khan annunciò al popolo che il re era ammalato ed aveva dato ordine di non essere disturbato ad eccezione dei suoi ufficiali più fidati, il che diede ai due tutto il tempo per organizzarsi. Per rendere la cosa più credibile, il capo degli eunuchi di Ahmad Shah, Yaqut Khan, portava di tanto in tanto del cibo al sovrano malato che si trovava su una lettiga posta dietro pesanti tende. Shah Wali Khan avvisò quindi Sulaiman della morte di Ahmad Shah e lo proclamò sovrano al suo posto, pensando così di precedere le mosse del fratello. Ma diversi emiri, incluso Mahadad Khan, erano contrari alle ambizioni di Shah Wali e per questo si schierarono con Timur e rivelarono a quest'ultimo cosa stesse realmente accadendo a sua insaputa a Kandahar. Timur Shah marciò quindi verso Kandahar per scontrarsi con Shah Humayun. Shah Wali, temendo la reazione di Timur, gli si recò incontro ad accoglierlo. Lasciò Kandahar con 150 cavalieri e giunse sino a Farah. Senza dire una parola, una volta che Shah Wali fu sceso da cavallo, Timur Shah diede ordine di ucciderlo. Shah Sulayman cedette il trono a Timur Shah a seguito di questo fatto, e divenne un suo leale seguace.

## Il regno (1772-1793)

### Il consolidamento del potere e la ribellione di Al-Khaliq (1772-1774)
Timur Shah ascese al trono dell'Impero Durrani nel novembre del 1772 quando Shah Humayun rinunciò al suo trono.

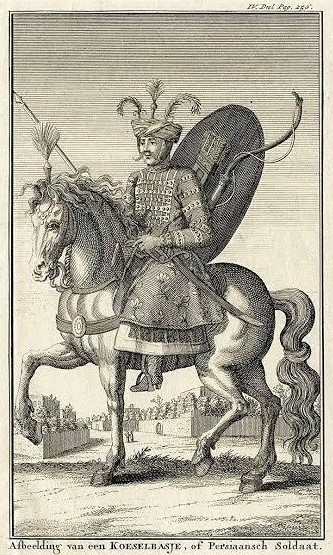
Rappresentazione di un qizilbash persiano

Timur si concentrò subito sul consolidamento del suo potere. Dopo la cerimonia d'incoronazione, molti degli emiri che lo avevano supportato vennero ampiamente ricompensati , e molti degli ex consiglieri di Ahmad Shah rimasero nelle loro posizioni di governo. Timur Shah marciò quindi verso Kabul per estendere ulteriormente il suo potere nella regione. Al suo arrivo, attuò una repressione esemplare di tutti gli emiri durrani che avevano espresso malcontento per l'uccisione di Shah Wali e di quelli che si erano opposti apertamente a Timur Shah, facendoli giustiziare dopo averli condannati con un apposito tribunale.
I restanti emiri Durrani, temendo che Timur si sarebbe rivolto anche contro di loro, iniziarono a complottare un colpo di Stato, con l'idea di porre sul trono Abd Al-Khaliq Khan Sadozai, zio di Ahmad Shah. In breve tempo, circa 60.000 uomini aderirono a quella causa, e Al-Khaliq lasciò Kandahar per marciare verso Kabul, dove Timur Shah risiedeva con la sua corte. Timur Shah, con non più di 6000 uomini, marciò fuori dalla città per scontrarsi con l'armata di Al-Khaliq. Vedendo il coraggio di Timur Shah, e pensando fosse favorito dagli dei, Payendah Khan Barakzai, Mihrab Khan Sherzai e Dilawar Khan Ishaqzai lasciarono coi loro uomini l'esercito di Al-Khaliq e si unirono a quello del sovrano.
Le due parti si diedero dura battaglia, e la ribellione di Al-Khaliq venne presto repressa ed il suo capo accecato per ritorsione. Il resto degli emiri ribelli venne condannato a pagare una pesante multa. Diversi ufficiali finirono prigionieri. Dopo questa vittoria, Payandeh Khan e Dilawar Khan, vennero ricompensati per aver abbandonato la causa di Al-Khaliq con titoli e onori. Timur Shah marciò quindi su Kandahar per scoprire la presenza di ulteriori cospiratori coinvolti nel complotto.

### L'insurrezione di Fayz Allah Khan ed il tentativo di assassinio di Timur Shah (1774-1776)

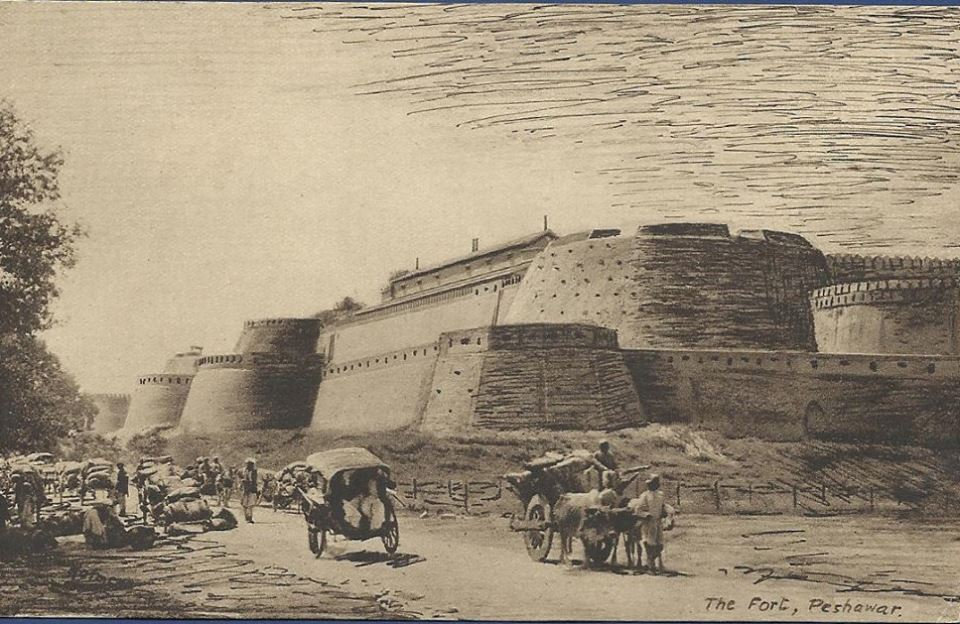
Il forte di Bala Hissar, Peshawar, nel 1910

Timur Shah si recò a Peshawar per trascorrervi il periodo invernale. Fayz Allah, interessato al trono Durrani, iniziò a cercare supporto e alleati. Gli si unì Yaqut Khan, eunuco, ed altri sardar che avevano elaborato un piano per assassinare Timur Shah mentre si trovava a Peshawar. In alleanza con gli zamindar di Peshawar, Asad Allah Khan inviò un messaggio a Timur: "I Sikh hanno unito le loro forze e stanno minacciando i mussulmani del Punjab. Se mi si garantisce il permesso, assieme ad un gruppo di Khalil, Mohmand e altre tribù, li disperderemo, purgheremo il Punjab della loro presenza e lo riporteremo nelle mani degli ufficiali afghani." Senza sapere dei reali piani dei suoi nemici, Timur Shah accettò la proposta. Fayz Allah mobilitò quindi 20.000 uomini secondo Tarikh-i-Sultani, o 25.000 secondo altre fonti. Poi Fayz Allah aspettò il momento opportuno per agire.
Un giorno, dopo pranzo, Timur Shah andò alla fortezza di Bala Hissar di Peshwar e si ritirò negli appartamenti. Fayz Allah ed i suoi sostenitori videro arrivata l'occasione di agire ed entrarono nella cittadella, dicendo alle guardie che il sovrano avrebbe ispezionato le truppe. Le guardie dissero loro che il sovrano stava riposando, ma il gruppo insistette per vederlo. Di fronte all'insistenza delle guardie, Fayz Allah e gli altri cospiratori estrassero le spade e uccisero alcune guardie, ferendone altre, incluso il comandante che stava pranzando nella cucina reale.
Timur Shah, temendo per la sua vita, si spostò sulla cima di una torre presso il lato sud della fortezza, ordinando alle guardie presenti di attaccare e uccidere i ribelli, incluso lo stesso Fayz Allah Khan.
I ribelli vennero alla fine sconfitti e si contarono circa 6000 morti. Fayz Allah Khan e suo figlio vennero fatti prigionieri e giustiziati in seguito per cospirazione. Con loro venne giustiziato anche Yaqut Khan. Tarikh-I-Sultan disse che la maggior parte dei ribelli venne uccisa da un uomo di nome Aslan Khan Jawanshayr, che si trovava in carcere per aver sottratto fondi statali, e che riuscì ad evadere nel corso dei combattimenti. Aslan Khan, una volta libero, si buttò nella mischia e il suo comportamento fu notato da Timur Shah che, dopo la fine dello scontro, lo perdonò ufficialmente e gli concesse un dono.
Timur Shah tornò da Peshawar a Kabul nel 1776, ed iniziò una serie di riforme per fare di Kabul la nuova capitale dell'impero, in quanto era posta al centro dei suoi domini in posizione più favorevole per il controllo del regno. Kandahar invece non aveva adeguate difese contro la più moderna artiglieria del tempo, mentre Kabul era circondata da alte montagne e possedeva una potente cittadella, la Bala Hissar, con una doppia cerchia muraria di pietre e mattoni.
La città di Kabul godeva inoltre di un clima più mite e di un paesaggio naturale gradevole. Lo spostamento della capitale impose anche agli ufficiali di governo di trasferirsi a Kabul, facendo così perdere a molti l'influenza accumulata negli anni di permanenza a Kandahar.

### Il ritorno di Timur Shah nel Punjab per punire i Sikh (1776-1780)
Dopo la morte di Ahmad Shah Durrani, i Sikh avevano attaccato e indebolito l'Impero Durrani, arrivando ad assediare Multan. Timur Shah, dopo aver consolidato il proprio potere, si concentrò su quel problema. Quando lasciò Kabul verso Peshawar per risiedervi durante l'inverno del 1779, ricevette la notizia che 60.000 sikh avevano passato i fiumi Chenab e Ravi e si stavano dirigendo ad occupare Dirah. Secondo il costume della sharia, Timur Shah inviò un ambasciatore ai sikh, Sardar Hajji 'Ali Khan, con la richiesta di pacificazione. Invece i sikh fecero legare l'ambasciatore di Timur ad un albero e lo usarono come bersaglio per il tiro a segno. Alcuni membri dell'ambasceria riuscirono a fuggire e tornarono con la notizia di quanto accaduto da Timur Shah. Timur Shah si infuriò ed ordinò ai generali del suo esercito di prepararsi alla guerra.
Il sovrano scelse un gruppo di 18.000 uomini composto da afghani, mongoli e qizilbash al comando di Zangi Khan, e dichiarò aperta la jihad contro i sikh nell'anno 1780. Zangi Khan e Timur Shah marciarono oltre il fiume Nilab e si scontrarono con l'esercito nemico. Timur Shah attese tre notti per far riposare i suoi uomini e poi iniziò lo scontro, ponendosi al centro della sua formazione con 5000 cavalieri. Le armate sikh vennero sbaragliate nello scontro e gli afghani le inseguirono. A fine giornata si contarono 30.000 morti, e inoltre molti annegarono tentando di attraversare il vicino fiume durante l'inseguimento. 2000 cavalieri sikh riuscirono a fuggire.
Timur tornò a Peshawar tra i festeggiamenti, ricompensando anche Zangi Khan per il valore dimostrato in battaglia. Timur marciò quindi su Multan, assediando la città nel gennaio del 1780. Gli afghani vennero rinforzati dal successore del nawab Shuja Khan e dal nawab di Bahawalpur, con altri 12.000 uomini. I Bhangi Sikhs, sotto la guida del loro capo, Jassa Singh, giunsero con 15.000 cavalieri presso Multan da Lahore. Vedendo Multan sotto assedio, i sikh si spostarono verso Shujabad. Muzaffar Khan inviò il suo contingente ad intercettare i sikh nel corso dei loro spostamenti. Questi ultimi vennero colpiti da una tempesta di sabbia che confuse un loro tamburino sulla direzione da prendere e lo fece cadere nelle mani degli afghani. Questi gli risparmiarono la vita a condizione che avesse continuato a suonare per attirare i nemici nelle mani dei Durrani. Quando la tempesta di sabbia terminò, i sikh si resero conto del massacro avvenuto e si ritirarono in tutta fretta verso Lahore.
Muzaffar Khan tornò da Timur Shah per dargli supporto ancora una volta. Abdul Karim Khan Babar, un generale musulmano dell'esercito sikh, venne convinto da Timur Shah a provare un negoziato coi sikh ma questi ultimi, sapendo di non avere proprie risorse per resistere all'incursione degli afghani, chiesero subito la pace. I sikh diedero allo scià le chiavi della cittadella locale ed in cambio ebbero risparmiati vite e beni. Timur Shah conquistò Multan nel febbraio del 1780. Dopo aver consolidato le difese di Multan, Timur Shah affidò la città a Shuja Khan Sadozai e fece ritorno a Peshwar. Timur Shah lasciò poi Peshawar alla volta di Kabul, dove celebrò le proprie vittorie.

### La seconda marcia di Timur Shah su Multan e la conquista di Bahawulpur (1780-1782)
Dopo che Timur Shah fu tornato a Kabul, i suoi governatori, Rukn al-Din Muhammad Bahawal Khan Bahadur 'Abassi e Nusrat Jang Hafiz al-Mulk sospesero di loro iniziativa il pagamento dei tributi al governo centrale e dichiararono l'indipendenza dei loro territori dall'Impero Durrani. Timur Shah, non appena saputa la notizia, decise di intervenire e preparò i suoi uomini allo scontro, tornando a Multan. Saputo dell'arrivo di Timur Shah, Bahawul Khan lasciò il villaggio di Bahawalpur, posto a 35 km a sudest di Multan. Timur Shah diede quindi ordine alle sue truppe di saccheggiare il villaggio.
Timur Shah inviò quindi Mahadad Khan Ishaqzai con 20.000 uomini e una divisione intera ad assediare il forte dove Bahawal Khan era rifugiato. Il sovrano afghano diede l'ordine di assediare la città per tre giorni prima di cambiare le proprie truppe con le riserve, ma Mahadad Khan fu da subito preoccupato per il rifornimento d'acqua dei suoi uomini e li impegnò a scavare un pozzo. I 20.000 uomini continuarono l'assedio della città e il bombardamento delle mura, finché scoppiò un incendio nel forte e la polvere da sparo che vi era conservata all'interno esplose, aprendo varie brecce nelle mura. Mahadad Khan ordinò quindi alle sue forze di caricare e penetrare nel forte, ottenendo la vittoria. Bahawal Khan venne catturato e perdonato, ma fu costretto a riprendere il pagamento delle tasse, mantenendo il governatorato di Multan, come pure venne obbligato coi suoi uomini ad assistere Timur Shah nel Punjab nella sua lotta contro i sikh se fosse stato necessario. Assicuratosi Multan e Bahawulpur, ed avendo stabilizzato la situazione del Punjab, Timur Shah fece ritorno a Kabul.

### La rivolta del Kashmir di Azad Khan (1783-1786)
Durante il regno di Ahmad Shah Durrani, Karimdad-Khan era stato nominato governatore del Kashmir, e dopo la sua morte suo figlio era stato confermato quale suo successore, nel 1783, all'età di soli 18 anni. All'inizio del suo regno, Azad Khan cercò di centralizzare il governo anziché mostrare lealtà nei confronti di Timur Shah, cercando come prima cosa di trattenere più tributi nelle sue casse. Nel 1783, Azad Khan invase il vicino stato principesco di Kishtwar, conquistandolo, ma anziché annetterlo ai domini dell'impero, si limitò a raccoglierne i tributi per il suo governatorato. Dopo essere tornato dalla sua campagna militare, Azad Khan assediò Poonch ed il governante locale, Rustam Khan, accettò la sua sovranità e gli offrì dei tributi in segno di pace che egli incamerò personalmente e non per lo stato. Azad Khan guidò un'altra campagna militare contro Poonch nel 1784, raccogliendo ancora una volta tributi. Dopo queste vittorie personali, Azad Khan pensò di tagliare ogni legame con Timur Shah, dichiarandosi alleato dell'Impero ottomano e facendosi chiamare "Secondo Nadir Shah".
Ma poco dopo, realizzando la posizione scomoda nella quale si era posto, Azad Khan dichiarò nuovamente la sua fedeltà nei confronti di Timur Shah. Ma la notizia della nuova dichiarazione di fedeltà non giunse mai a Kabul e Timur Shah si stava già preparando alla guerra contro quel nuovo capo locale che rischiava di minacciare ancora una volta la stabilità del suo impero dall'interno. Timur Shah organizzò 30.000 uomini al comando di due fratelli di Azad Khan, Murtaza Khan e Zaman Khan, che erano in lotta con la famiglia di Azad per averli scacciati dal Kashmir. Muhammad 'Ali Khan era ancora nel Kashmir quando giunse sul posto l'esercito di Timur Shah, e si accampò presso il villaggio di Bakali. La lotta era ormai inevitabile e il giorno successivo iniziarono gli scontri, con una battaglia nella quale perirono Azam Khan ed il suo comandante dell'artiglieria. I sostenitori di Azad Khan furono sconfitti e circa 2000 dei suoi uomini annegarono tentando di attraversare il fiume Muzaffarabad. Azad Khan tentò di fuggire in nave dallo scontro, ma suo cugino, Pahlawan Khan lo bloccò invitandolo a rimanere a dare l'esempio ai suoi uomini, e quando morì Pahlawan prese il comando delle truppe.
Pahlawan Khan cercò di raggruppare l'esercito disorganizzato di Azad Khan e si scontrò con le truppe di Timur, sconfiggendole. Pahlawan Khan riuscì a catturare Burhan Khan Fufalzai, e tornò nel Kashmir. Le truppe dello scià tentarono di consolidarsi dopo la sconfitta e lanciarono un nuovo attacco poco dopo, ma vennero sconfitte ancora una volta. Timur Shah, saputo di quanto accaduto nel Kashmir e delle sconfitte dei suoi eserciti in due diverse battaglie, si recò a Peshawar da dove inviò sul posto Mahadad Khan Ishaqzai con 50.000 uomini per schiacciare le forze nemiche. 20.000 uomini marciarono su Baramulla, mentre gli altri 30.000 con a capo lo stesso Madad Khan, marciarono su Karnah e si accamparono a Ghagal. Azad Khan, incapace di mobilitare velocemente delle truppe di difesa, dovette permettere a Mahadad Khan di conquistare Srinagar senza colpo ferire. Mahadad Khan riuscì inoltre a prendere possesso del forte di Sher Garhi dal vicegovernatore di Azad Khan, uccidendolo in battaglia. Nella battaglia di Khoshipura, le forze di Azad subirono pesanti perdite e molti iniziarono a disertare, soprattutto pensando che sarebbero stati accusati di tradimento dallo scià.
Azad Khan incaricò Shadi Khan di pianificare un attacco notturno, e Madad Khan pose le sue truppe in allerta. Le forze di Azad Khan si trovarono ancora una volta in difficoltà e il loro comandante Azad decise di fuggire con le truppe presso il suocero, il rajah Rustam Khan. Questi, temendo per la propria vita e che il genero volesse usurpare il territorio che governava, privò Azad della sua artiglieria e di tutte le armi.
Rustam Khan, mentre il genero dormiva in una stanza, lo chiuse all'interno ed inviò una lettera a Mahadad Khan informandolo di avere in pugno il suo nemico. Mahadad Khan inviò quindi 2000 cavalieri al comando di Islam Khan per arrestare Azad Khan. Quando Azad Khan si svegliò, si rese conto della situazione e si suicidò per non cadere nelle mani dei suoi nemici. Malgrado ciò, Timur Shah diede ordine che il corpo del governatore fosse sepolto con tutti gli onori, anche se ciò non avvenne e il suo corpo venne lasciato insepolto ai cani.

### La protezione dello scià Alam II (1788)

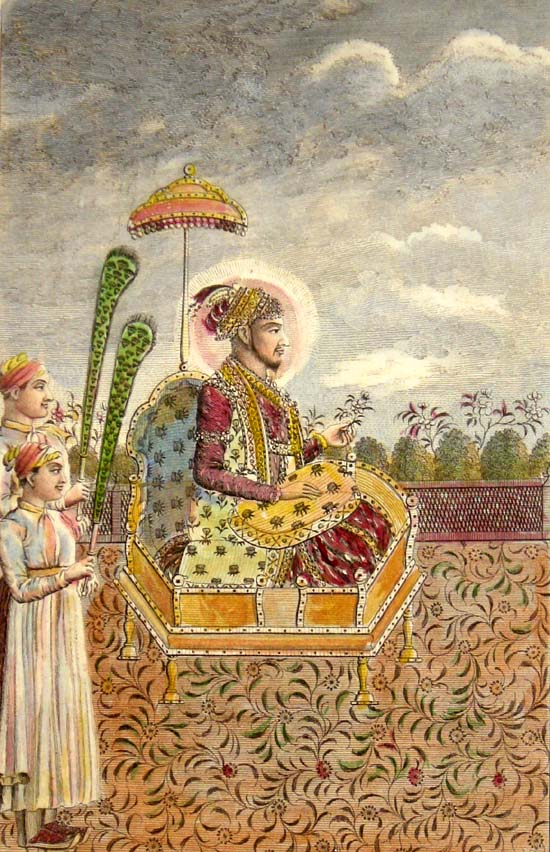
Ritratto dell'imperatore moghul Shah Alam II, cognato di Timur Shah.

Dal 1788 Timur Shah Durrani tentò senza successo di attraversare le pianure del Punjab per andare in aiuto di suo cognato, l'imperatore moghul Shah Alam II. Questi si trovava sotto minaccia del capo rohilla Ghulam Qadir, il quale aveva occupato e saccheggiato Delhi per due mesi e mezzo nel 1788. Timur Shah si preparò all'invasione e scrisse delle lettere alle autorità inglesi, incluso il conte Cornwallis, chiedendo la restaurazione di Shah Alam II al trono, ma venne informato che questi era già stato restaurato come imperatore dai maratha. Timur Shah si accertò del fatto inviando un emissario alla corte moghul.

### La marcia contro Shah Murad, emiro di Bukhara (1788-1789)
Durante la rivolta nel Bahawulpur, mentre Timur Shah era impegnato a dar soccorso al cognato nel Punjab, Shah Murad, emiro di Bukhara, colse l'occasione per razziare il Khorasan ed il Turkestan afghano. Shah Murad iniziò occupando e saccheggiando la città di Merv, costringendo 30.000 abitanti della regione a spostarsi a Bukhara. Shah Murad attraversò quindi il fiume Amu Darya nell'estate del 1788, intenzionato a muovere guerra allo scià.
Inizialmente Timur Shah aveva dato poco peso alle notizie provenienti da quell'area, ma quando seppe dell'attraversamento del fiume Amu Darya, inviò una lettera di ammonimento a Shah Murad ed alla sua corte nel tentativo di dissuaderlo. Shah Murad non prese in considerazione la lettera, e allora Timur Shah gli dichiarò guerra. Timur Shah organizzò un ingente esercito di 150.000 afghani, con cui marciò verso nord, giungendo ad Aqcha, dove incontrò le armate di Shah Murad preparate allo scontro.
Shah Murad guidò 50.000 cavalieri per minacciare Timur Shah, pur sapendo di non riuscire ad infliggergli perdite eccessive. Con lo svolgersi degli eventi, Shah Murad diede a suo fratello il comando di 30.000 cavalieri affinché attraversassero l'Amu Darya e si lanciassero a razziare l'accampamento afghano. Ma Timur Shah, venuto a conoscenza dei piani del nemico, intercettò le forze di Bukhara sul percorso ed ingaggiò con loro una grande battaglia.
I morti furono probabilmente 6000 da ambo le parti. Dopo la sconfitta dei suoi uomini Shah Murad, temendo l'avanzata di Timur Shah, chiese perdono ufficialmente al sovrano afghano inviandogli una lettera con la promessa di rimanere in obbedienza. Timur Shah accettò queste richieste e tornò poi a Kabul, anche se molti dei suoi uomini morirono per il freddo attraversando l'Hindu Kush.

### La rivolta di Arsalan Khan
Arsalan Khan, meglio noto come Asadullah Khan, era stato nominato governatore di Sirhind durante il regno di Ahmad Shah Durrani. Ma decise di tradire il successore di Ahmad Shah, Timur Shah, conscio della strategicità del suo forte posto a Dakkah, presso il passo di Khyber. Arsalan mobilitò gli afridi ed i pashtun mohmand per quello scopo. Con loro iniziò una campagna per intercettare i convogli reali diretti verso la corte dello scià, chiedendo un tributo per il passaggio nell'area in cambio di una scorta armata sino a dopo il passo. Gli uomini di Timur Shah avevano tentato più volte di catturare Arsalan ed i suoi, ma le alte montagne fornivano loro buona protezione. Timur Shah però si adirò coi suoi ufficiali accusandoli di non essere in grado di far fronte a un brigante di bassa levatura . Qazi Fayzullah Khan, per calmare la rabbia di Timur Shah, si offrì di fermare Arsalan Khan una volta per tutte. Fayzullah Khan chiese con l'inganno di voler incontrare Arsalan, facendolo poi cadere in un agguato e ponendolo in catene. Fayzullah tornò quindi a Kabul e lo consegnò a Timur Shah, il quale lo risparmiò in un primo tempo, ma poi ne ordinò l'esecuzione.

## Morte e fama (1793)

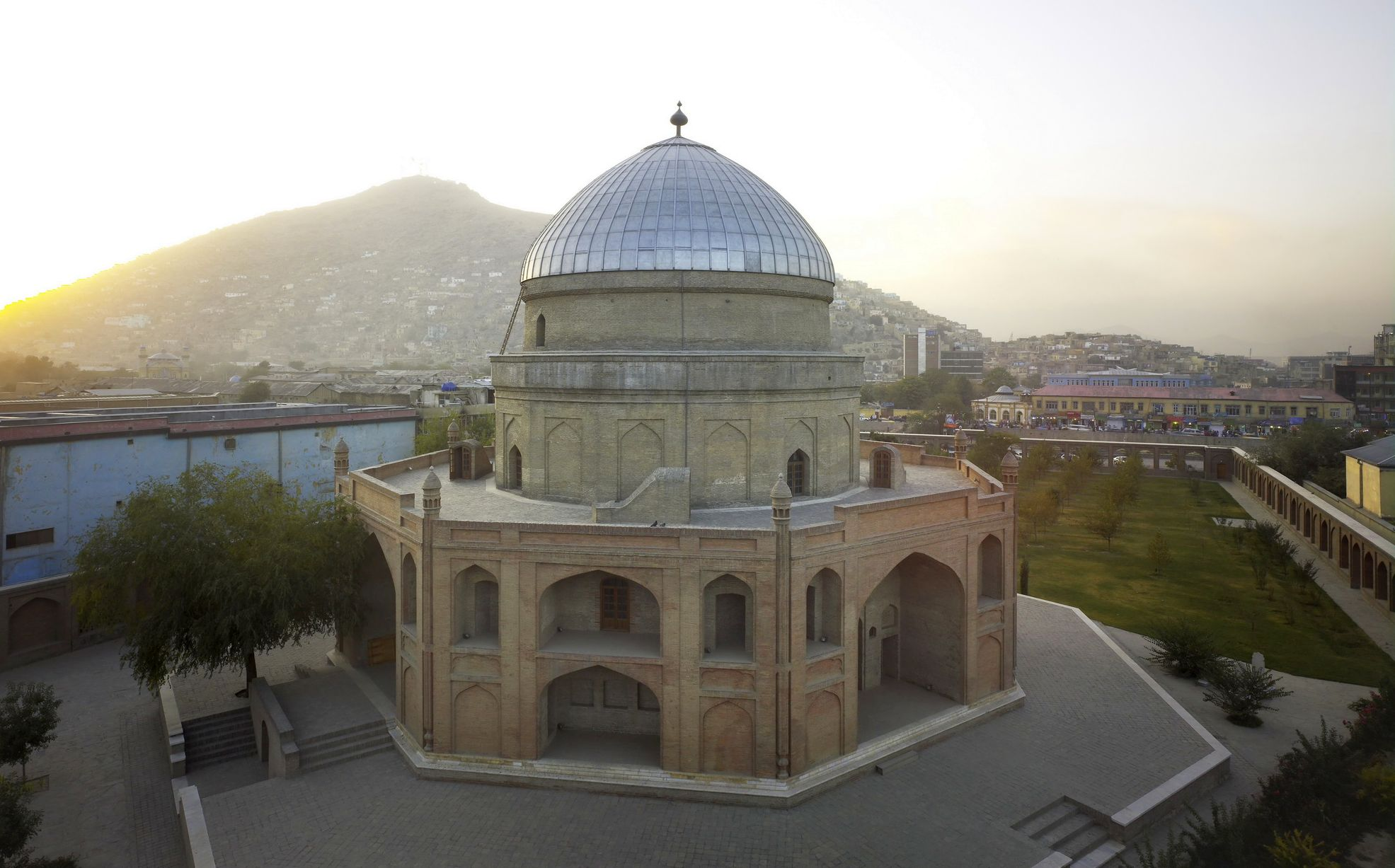
La tomba di Timur Shah Durrani a Kabul

In quel periodo la salute di Timur Shah iniziò a declinare, lui divenne ipocondriaco e si convinse di essere ormai prossimo alla morte. I suoi dottori non riuscirono a trovare una cura a questa sua sorta di depressione e ne incolparono il clima di Peshawar. Mostrando tutti i sintomi di una febbre, Timur Shah trascorse l'inverno a Kabul al contrario di quanto aveva sempre fatto. Il principe Zaman, informato delle condizioni di salute del padre, andò ad incontrarlo a Char Bagh. Lo scià, la notte stessa, disse di aver visto in sogno la corona passare al figlio. Morì il 20 maggio 1793 per malattia, lasciando il trono al figlio Zaman Shah Durrani.
La storiografia ha dato di Timur Shah e del suo regno giudizi controversi. Da un lato si impegnò per il consolidamento dell'Impero Durrani dopo la guerra civile scoppiata alla morte di suo padre, lottò contro le diverse tensioni interne, sconfisse i suoi fratelli, punì i sikh nel Punjab e risolse altri problemi interni. Ma da un altro punto di vista, i suoi sforzi di riunire le tribù pashtun dopo la morte di Ahmad Shah Durrani causarono solo ulteriori divisioni. Per quello Timur Shah dovette lottare più volte contro gli stessi membri dell'aristocrazia afghana per poter mantenere al sicuro il proprio trono, mostrando i sintomi di una società ormai in declino e della mancanza di organizzazione del potere centrale.